# Kris Marshall
Pour les articles homonymes, voir Marshall.
Kristopher « Kris » Marshall, né le 1er avril 1973 à Bath, dans le Somerset, en Angleterre, est un acteur britannique.
Il est notamment connu pour avoir incarné le personnage de Nick Harper de 2000 à 2005 dans la sitcom britannique Ma tribu, ainsi que celui de Colin Frissel dans Love Actually en 2003. Il est plus connu du public français pour son interprétation de l'inspecteur Humphrey Goodman dans la série Meurtres au paradis (2014-2017), qu'il reprend dans le spin-off Mystères au paradis (2023-).

## Biographie

### Enfance et formation
Kristopher Marshall est né à Bath dans le comté de Somerset au sud-ouest de l'Angleterre.
Son père, Glyn Marshall, est chef d'escadron dans la Royal Air Force et intègre la Queen's Flight, transportant les membres de la famille royale et autres célébrités. Ses parents divorcent alors qu'il est âgé de 14 ans.
Il passe son enfance au Canada et à Hong Kong. Revenu en Grande-Bretagne, il étudie à la Wells Cathedral School (en) située à Wells dans le comté de Somerset. Il échoue à obtenir le A-level et décide de raccourcir son prénom en Kris. Il intègre ensuite la Redroofs Theatre School (en) à Maidenhead dans le Berkshire et travaille pour un théâtre d'enfants à Ascot.

### Carrière
Il joue dans différentes productions d'Agatha Christie, puis dans la pièce de théâtre Journey's End (en) de Robert Cedric Sherriff à Londres.
Il obtient son premier rôle au cinéma en 1993 dans Closing Numbers de Stephen Whittaker (en). Il fait également des apparitions dans les séries The Bill en 1996 et 1999, et Scotland Yard, crimes sur la Tamise en 1998. Mais c'est en jouant le rôle de Nick Harper de 2000 à 2005 dans la sitcom de la BBC Ma tribu, qu'il se fait connaitre du grand public. Ce rôle lui vaudra également une reconnaissance de la critique en 2000, en obtenant le British Comedy Awards du meilleur nouvel acteur dans une série comique.
Parallèlement, il incarne des seconds rôles dans plusieurs films tels que Love Actually de Richard Curtis en 2003, ou Joyeuses Funérailles de Frank Oz en 2007.
De 2005 à 2011, il joue le rôle d'Adam, père de famille, dans les publicités de BT Group aux côtés de Esther Hall (en).
En 2013, il rejoint le casting de la série Meurtres au paradis (BBC One et France 2) dans le rôle de l'inspecteur Humphrey Goodman. Il apparait pour la première fois dans le premier épisode de la troisième saison, en remplacement du personnage de Ben Miller. Il décide de quitter la série au terme de la sixième saison pour entièrement se consacrer à sa famille et son nouveau-né étant donné que le tournage se déroule en Guadeloupe. Il était devenu difficile pour lui de concilier vie professionnelle et familiale et il est remplacé par l'acteur humoriste anglais Ardal O'Hanlon sous les traits du nouvel inspecteur de Sainte-Marie, Jack Mooney.

### Vie privée
Le 28 avril 2008, il est renversé par une voiture dans le centre de Bristol. Souffrant d'une commotion cérébrale, il est évacué vers l’hôpital le plus proche en soins intensifs. Malgré la gravité des blessures, il guérit totalement et trois semaines après son accident, il remonte sur scène à Londres. Cependant, il expliquera plus tard avoir eu des problèmes avec sa perception de l'espace pendant quelques mois.
En février 2012, il se marie avec Hannah Dodkin, qu'il a rencontrée deux ans plus tôt. Ils ont ensemble un fils, Thomas Marshall né en 2012 et une fille, Elsie Marshall.

## Filmographie

### Cinéma

#### Longs métrages
- 1993 : Closing Numbers de Stephen Whittaker : Fredericks
- 2000 : Dead Babies de William Marsh : Skip
- 2000 : The Most Fertile Man in Ireland de Dudi Appleton : Eamon Manley
- 2000 : Five Seconds to Spare de Tom Connolly : Martin
- 2001 : Iris de Richard Eyre : Dr Gudgeon
- 2002 : Frères du désert (The Four Feathers) de Shekhar Kapur : Edward Castleton
- 2002 : La Tranchée (Deathwatch) de Michael J. Bassett : Soldat Barry Starinski
- 2003 : Love Actually de Richard Curtis : Colin
- 2004 : Le Marchand de Venise (William Shakespeare's, The Merchant of Venice) de Michael Radford : Gratiano
- 2006 : Libérez Jimmy (Slipp Jimmy fri) de Christopher Nielsen : Erik (voix)
- 2007 : Joyeuses Funérailles (Death at a Funeral) de Frank Oz : Troy
- 2008 : Un mariage de rêve (Easy Virtue) de Stephan Elliott : Furber
- 2010 : Meant to Be de Paul Breuls : Archie
- 2011 : Oka! de Lavinia Currier : Larry
- 2012 : My Best Men de Stephan Elliott : Tom
- 2014 : Sparks and Embers de Gavin Boyter : Tom Sanger
- 2017 : A Few Less Men de Mark Lamprell : Tom
- 2019 : Trick or Treat d'Edward Boase : Le policier
- 2021 : Promises d'Amanda Sthers : Louis
- 2021 : Noël avec le père (Father Christmas Is Back) de Mick Davis et Philippe Martinez : Peter Hope
- 2021 : Paul Dood's Deadly Lunch Break de Nick Gillespie : Bronson

#### Courts métrages
- 2001 : Je t'aime John Wayne de Toby MacDonald : Belmondo
- 2002 : Mexicano de Toby MacDonald : Jake Morton
- 2007 : The Amazing Trousers de William Felix Clark : Henry
- 2007 : World of Wrestling de Ben Gregor : The Kid
- 2018 : Royal Affairs de Till Kleinau et Jade Li : L'ambassadeur

### Télévision

#### Séries télévisées
- 1996 / 1999 : The Bill : Terry Cullen / Hugh Kane
- 1998 : Scotland Yard, crimes sur la Tamise (Trial & Retribution) : PC Henshaw
- 2000 : Metropolis : Frank Green
- 2000 - 2005 : Ma tribu (My Family) : Nick Harper
- 2004 : My Life in Film : Art
- 2004 - 2006 : Murder City : Sergent Luke Stone
- 2005 : Funland : Dudley Sutton
- 2007 : Sold : Matt
- 2010 : Human Target : La Cible (Human Target) : Doug Slocum
- 2011 : Traffic Light : Ethan
- 2012 : Citizen Khan : Dave
- 2013 : Lightfields : Paul Fenner / Paul Willard
- 2014 - 2017 : Meurtres au paradis (Death in Paradise) : Inspecteur Humphrey Goodman
- 2017 : Borderline : Le baron
- 2019 : Better Things : Tibor
- 2019 - 2022 : Bienvenue à Sanditon (Sanditon) : Tom Parker
- 2020 : We Hunt Together : Cian Fitzgerald
- 2023 : Meurtres au paradis anglais : Inspecteur Humphrey Goodman

#### Téléfilms
- 2002 : Docteur Jivago (Zivago) de Giacomo Campiotti : Pacha
- 2007 : Catwalk Dogs de Tim Sullivan : Michael Purvis
- 2008 : Heist de Justin Hardy : Dick Puddlecote
- 2010 : D.O.A de Ben Gregor : Tom Lassiter

## Théâtre
- 1998 : The Invention of Love (en) de Tom Stoppard (Haymarket)
- 2005 : Le Malade imaginaire (The Hypochondriac) de Molière (Almeida Theatre)
- 2006 : La Tragédie du vengeur (Southwark Plashouse)
- 2007 : Treats (en) de Christopher Hampton, mise en scène Laurence Boswell (en) (Garrick Theatre, Londres)
- 2008 : Fat Pig (en) de Neil LaBute : Carter (Trafalgar Studios (en))

## Distinctions

### Récompenses
- British Comedy Awards 2000 : Meilleur nouvel acteur dans une série comique pour Ma tribu

### Nominations
- Phoenix Film Critics Society 2004 : Meilleure distribution pour Love Actually